# Lheesagu
Lheesagu är ett berg i Indonesien.   Det ligger i provinsen Aceh, i den västra delen av landet, 1 700 km nordväst om huvudstaden Jakarta. Toppen på Lheesagu är 2 316 meter över havet.
Terrängen runt Lheesagu är kuperad åt sydost, men åt nordväst är den bergig. Lheesagu är den högsta punkten i trakten. Runt Lheesagu är det glesbefolkat, med 11 invånare per kvadratkilometer. I omgivningarna runt Lheesagu växer i huvudsak städsegrön lövskog.